# Tridekagontal
Tridekagontal är en sorts figurtal som representerar en tridekagon. Det n:te tridekagontalet ges av formeln
{\displaystyle {\frac {11n^{2}-9n}{2}}}
De första tridekagontalen är:
0, 1, 13, 36, 70, 115, 171, 238, 316, 405, 505, 616, 738, 871, 1015, 1170, 1336, 1513, 1701, 1900, 2110, 2331, 2563, 2806, 3060, 3325, 3601, 3888, 4186, 4495, 4815, 5146, 5488, 5841, 6205, 6580, 6966, 7363, 7771, 8190, 8620, 9061, 9513, … (talföljd A051865 i OEIS)